# Maren Skjøld
Maren Skjøld (Oslo, 29 september 1993) is een Noorse alpineskiester. Ze vertegenwoordigde haar vaderland op de Olympische Winterspelen 2018 in Pyeongchang.

## Carrière
Skjøld maakte haar wereldbekerdebuut in januari 2016 in Flachau. Een maand later scoorde ze in Crans-Montana haar eerste wereldbekerpunten. In november 2016 behaalde de Noorse in Levi haar eerste toptienklassering in een wereldbekerwedstrijd. Op de wereldkampioenschappen alpineskiën 2017 in Sankt Moritz eindigde Skjøld als dertiende op de slalom, in de landenwedstrijd eindigde ze samen met Kristin Lysdahl, Leif Kristian Haugen en Aleksander Aamodt Kilde op de vijfde plaats. Tijdens de Olympische Winterspelen van 2018 in Pyeongchang eindigde ze als 22e op de slalom, samen met Nina Haver-Løseth, Kristin Lysdahl, Sebastian Foss Solevåg, Leif Kristian Nestvold-Haugen en Jonathan Nordbotten veroverde ze de bronzen medaille in de landenwedstrijd.

## Resultaten

### Olympische Spelen
| Jaar | Plaats      | Resultaten                   |
| ---- | ----------- | ---------------------------- |
| 2018 | Pyeongchang | 22e Slalom · Landenwedstrijd |

### Wereldkampioenschappen
| Jaar | Plaats       | Resultaten                    |
| ---- | ------------ | ----------------------------- |
| 2017 | Sankt Moritz | 13e Slalom 5e Landenwedstrijd |
| 2019 | Åre          | 16e Slalom                    |

### Wereldbeker
Eindklasseringen
| Seizoen   | Algm | SL  | AC  |
| --------- | ---- | --- | --- |
| 2015/2016 | 92e  | 41e | 32e |
| 2016/2017 | 44e  | 12e | –   |
| 2017/2018 | 53e  | 20e | 34e |
| 2018/2019 | 72e  | 28e | -   |
| 2019/2020 | 105e | 40e | -   |